# Familia Pritzker
La Familia Pritzker, dedicada a los negocios y la filantropía, es una de las más ricas de los Estados Unidos (se mantiene en el Top 10 del ranking de Forbes desde su creación en 1982). Su fortuna creció durante el siglo XX, particularmente luego de fundar la cadena de hoteles Hyatt y su posterior expansión.
La cadena Hyatt aún es propiedad en gran parte de la familia, que también fue dueña del Marmon Group (luego vendido a Berkshire Hathaway). También fueron dueños del Superior Bank of Chicago (hasta su quiebra en 2001), del buró de crédito TransUnion, de la aerolínea Braniff, la revista McCall's, y de la empresa de cruceros Royal Caribbean.
La familia tiene orígenes judíos, y está afincada en la ciudad de Chicago, Illinois.

## Fortuna familiar
En 1995, Jay Pritzker (cofundador de Hyatt), dio un paso al costado y cedió a Thomas Pritzker el control de la Pritzker Organization. Cuando este murió en 1999, la familia separó el negocio en 11 partes, cada una con un valor de 1,400 millones de dólares (mientras que hizo un acuerdo judicial con dos miembros de la familia, que habrían recibido 500 millones de dólares cada uno en 2005). La separación se completó en 2011, y los primos tomaron rumbos distintos: algunos continuaron en el ámbito de los negocios mientras que otros exploraron emprendimientos artísticos o filosóficos.

## Miembros según su fortuna
En la lista de "Los 400 estadounidenses más ricos del 2015" de Forbes 400, figuran los siguientes miembros de la familia Pritzker:
| Puesto | Nombre               | Patrimonio (en USD) |
| ------ | -------------------- | ------------------- |
| 557    | Anthony Pritzker     | 3 100 millones      |
| 512    | J. B. Pritzker       | 3 400 millones      |
| 847    | John Pritzker        | 2 600 millones      |
| 551    | Thomas Pritzker      | 3 100 millones      |
| 737    | Penny Pritzker       | 2 500 millones      |
| 847    | Daniel Pritzker      | 2 200 millones      |
| 1054   | Jennifer Pritzker    | 1 780 millones      |
| 737    | Jean (Gigi) Pritzker | 2 500 millones      |
| 381    | Karen Pritzker       | 4 300 millones      |
| 1054   | Linda Pritzker       | 1 850 millones      |
|        | Total                | 29 000 millones     |

## Legado
- A.N. Pritzker Elementary School - Escuela primaria en Wicker Park, Chicago
- Pabellón Jay Pritzker del Millennium Park de Chicago
- AcPritzker College Prepademia Jay Pritzker en Siem Riep, Camboya
- Premio Pritzker de Arquitectura
- Pritzker Family Children's Zoo en el Zoológico Lincoln Park situado en Lincoln Park, Chicago
- Pritzker College Prep
- Instituto de Ciencias Biomédicas e Ingeniería Pritzker en el Instituto de Tecnología de Illinois
- Escuela de Derecho Prizker en la Universidad del Noroeste
  - Centro de Estudios Legales Pritzker de la Universidad del Noroeste

- Escuela de Medicina Pritzker en la Universidad de Chicago
- Escuela de Ingeniería Molecular Pritzker en la Universidad de Chicago
- Centro de Estudios Biológicos Marinos Pritzker en el New College of Florida
- Galerías Prizker de Impresionismo y Posimpresionismo en el Instituto de Arte de Chicago
- Librería Familiar Pritzker Traubert en el Colegio Laboratorio de la Universidad de Chicago
- The Pritzker Organization
- Edición Prizker del Zohar